# Alpaslan, Taşova
Alpaslan là một thị trấn thuộc huyện Taşova, tỉnh Amasya, Thổ Nhĩ Kỳ. Dân số thời điểm năm 2010 là 1.389 người.